# Оума, Тимоти
Тимоти Нур Оума (англ. Timothy Noor Ouma; род. 10 июня 2004, Найроби) — кенийский футболист, полузащитник пражской «Славии» и национальной сборной Кении.

## Клубная карьера
Является воспитанником кенийских футбольных академий «Рирута» и «Лейзер Хилл». В составе последних стал победителем турнира Чапа Димба, где был признан лучшим игроком. В августе 2020 года подписал контракт с «Найроби Сити Старз», рассчитанный на три года. В сентябре 2021 года продлил контракт с клубом до июня 2025 года. Свой второй сезон в кенийской Премьер-лиге начал с семи мячей в стартовых играх, забивая в каждой встрече.
24 августа 2022 года Оума подписал контракт со шведским «Эльфсборгом». Срок соглашения рассчитан на четыре с половиной года. 11 сентября впервые попал в официальную заявку на матч Алльсвенскана против «Сундсвалля», но на поле не появился.

## Карьера в сборных
В конце октября 2021 года впервые был вызван в национальную сборную Кении на ноябрьские отборочные матчи к чемпионату мира с Угандой и Руандой. 11 ноября дебютировал в её составе в гостевом поединке с угандийцами, появившись на поле в середине второго тайма.

## Личная жизнь
Старший брат, Элвис, также профессиональный футболист.

## Клубная статистика
| Выступление        | Выступление      | Выступление      | Лига | Лига | Кубки | Кубки | Конт. кубки | Конт. кубки | Итого | Итого |
| Клуб               | Лига             | Сезон            | Игры | Голы | Игры  | Голы  | Игры        | Голы        | Игры  | Голы  |
| ------------------ | ---------------- | ---------------- | ---- | ---- | ----- | ----- | ----------- | ----------- | ----- | ----- |
| Найроби Сити Старз | Премьер-лига     | 2020/21          | 24   | 0    | 0     | 0     | 0           | 0           | 24    | 0     |
| Найроби Сити Старз | Премьер-лига     | 2021/22          | 32   | 7    | 0     | 0     | 0           | 0           | 32    | 7     |
| Найроби Сити Старз | Итого            | Итого            | 56   | 7    | 0     | 0     | 0           | 0           | 56    | 7     |
| Эльфсборг          | Алльсвенскан     | 2022             | 0    | 0    | 0     | 0     | 0           | 0           | 0     | 0     |
| Эльфсборг          | Итого            | Итого            | 0    | 0    | 0     | 0     | 0           | 0           | 0     | 0     |
| Всего за карьеру   | Всего за карьеру | Всего за карьеру | 56   | 7    | 0     | 0     | 0           | 0           | 56    | 7     |

## Статистика в сборной
| Матчи и голы Тимоти Оумы за национальную сборную Кении | Матчи и голы Тимоти Оумы за национальную сборную Кении | Матчи и голы Тимоти Оумы за национальную сборную Кении | Матчи и голы Тимоти Оумы за национальную сборную Кении | Матчи и голы Тимоти Оумы за национальную сборную Кении | Матчи и голы Тимоти Оумы за национальную сборную Кении |
| №                                                      | Дата                                                   | Оппонент                                               | Счёт                                                   | Голы                                                   | Соревнование                                           |
| ------------------------------------------------------ | ------------------------------------------------------ | ------------------------------------------------------ | ------------------------------------------------------ | ------------------------------------------------------ | ------------------------------------------------------ |
| 1                                                      | 11 ноября 2021                                         | Уганда                                                 | 1:1                                                    | 0                                                      | Отборочные матчи ЧМ-2022                               |
| 2                                                      | 15 ноября 2021                                         | Руанда                                                 | 2:1                                                    | 0                                                      | Отборочные матчи ЧМ-2022                               |

Итого:2 матча и 0 голов; 1 победа, 1 ничья, 0 поражений.